# 花巨竹
花巨竹（学名：Gigantochloa verticillata）为禾本科巨竹属下的一个种。产云南省勐腊和景洪等地，香港有栽培。生于海拔400-800米的热带季雨林中，可形成竹木混交林。越南、泰国、印度、印度尼西亚、马来西亚有分布，都普遍栽培。模式标本采自印度尼西亚爪哇。